# 赫里亚努斯
赫里亚努斯（英語：Rhianus），（前275年—？）。古希腊克里特的贝奈的诗人与历史学家，他著有警句与史诗。他创作的著作包括：《阿卡亚史》、《色萨利史》、《埃利斯史》、《美塞尼亚史》。多数警句是关于鸡奸的，他还编辑过荷马的《伊里亚特》与《奥德赛》。他的诗现存极少。

## 扩展阅读
- Chisholm, Hugh (编). .  (第11版). London: Cambridge University Press. 1911.